# Avogadro (famiglia bresciana)
Gli Avogadro o Avogaro furono una delle più importanti famiglie nobiliari bresciane, risulta tra i cosiddetti "patrizi originari" della città di Brescia. Fu sempre, assieme ai Sala, la più fedele famiglia alla Serenissima.

## Storia
Come ricordato dallo stesso cognome, i suoi membri ricoprirono a lungo la prestigiosa carica di advocati Ecclesiae Brixiensis, ovvero avvocati del vescovo di Brescia con il compito di amministrarne i beni. Discesero probabilmente dagli Scaligeri, in quanto, attorno al 1150, è documentato come avvocato del vescovo un Sigismondo Scaligero.
I conti Avogadro furono feudatari autonomi di Polaveno, attraverso l'investitura di Pandolfo II Malatesta avvenuta nel XIV secolo. Successivamente, grazie all'aiuto militare e alle gesta di Pietro Avogadro, conosciuto anche come "padre della patria", al servizio della Serenissima contro l'esercito milanese dei Visconti, ottennero di scambiare questo feudo con quello ben più ricco di Lumezzane con investitura del doge Francesco Foscari..
Dalla seconda metà del Trecento, con i figli di Giacomo Avogadro, si distinsero tre rami, di cui due rimasero a Brescia mentre il terzo si stabilì a Venezia.

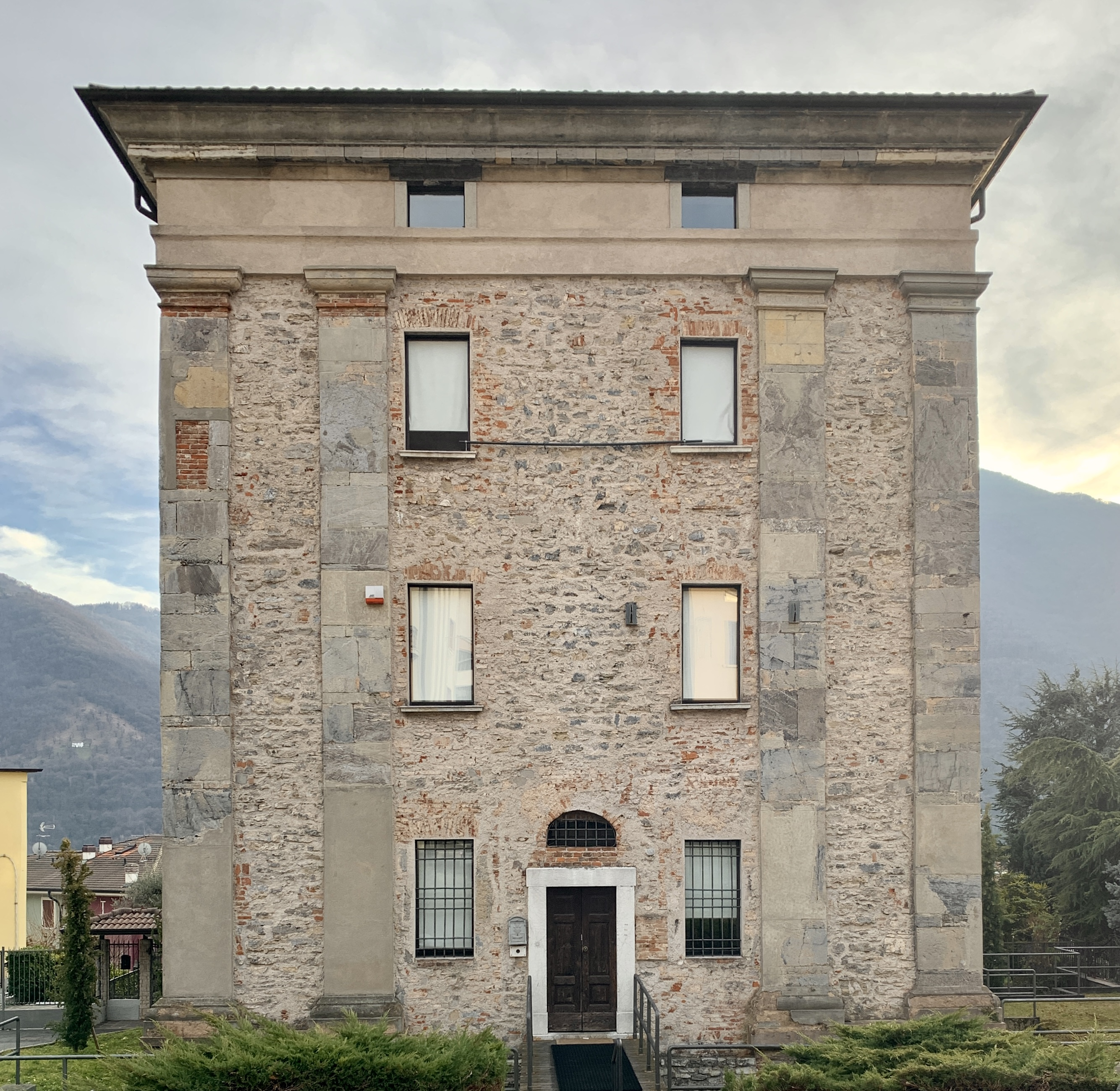
La Torre Avogadro a Lumezzane

La linea primogenita si estinse con Paola Avogadro che, sposato il conte Bartolomeo Fenaroli, diede origine ai Fenaroli Avogadro che erediteranno il feudo di Lumezzane (XVIII secolo).
La seconda terminò nel 1670, con la morte della contessa Emilia.
Il ramo primogenito fu incluso nel patriziato dal governo veneziano (1437) nella figura di Pietro Avogadro, per l'aiuto militare offerto alla Serenissima nel corso del consolidamento delle conquiste di terraferma.

## Personaggi illustri
- Pietro Avogadro (condottiero) (circa 1385-30 settembre 1473), conosciuto anche come "padre della patria"[7]
- Brigida Avogadro (XIV secolo), eroina bresciana
- Luigi Avogadro († 1512), militare
- Antonio Maria Avogadro (1500 - 1528), militare
- Giacomo Avogadro (XIV-XV secolo), predicatore
- Lucia Albani Avogadro († 1568), poetessa

## Opere d'arte

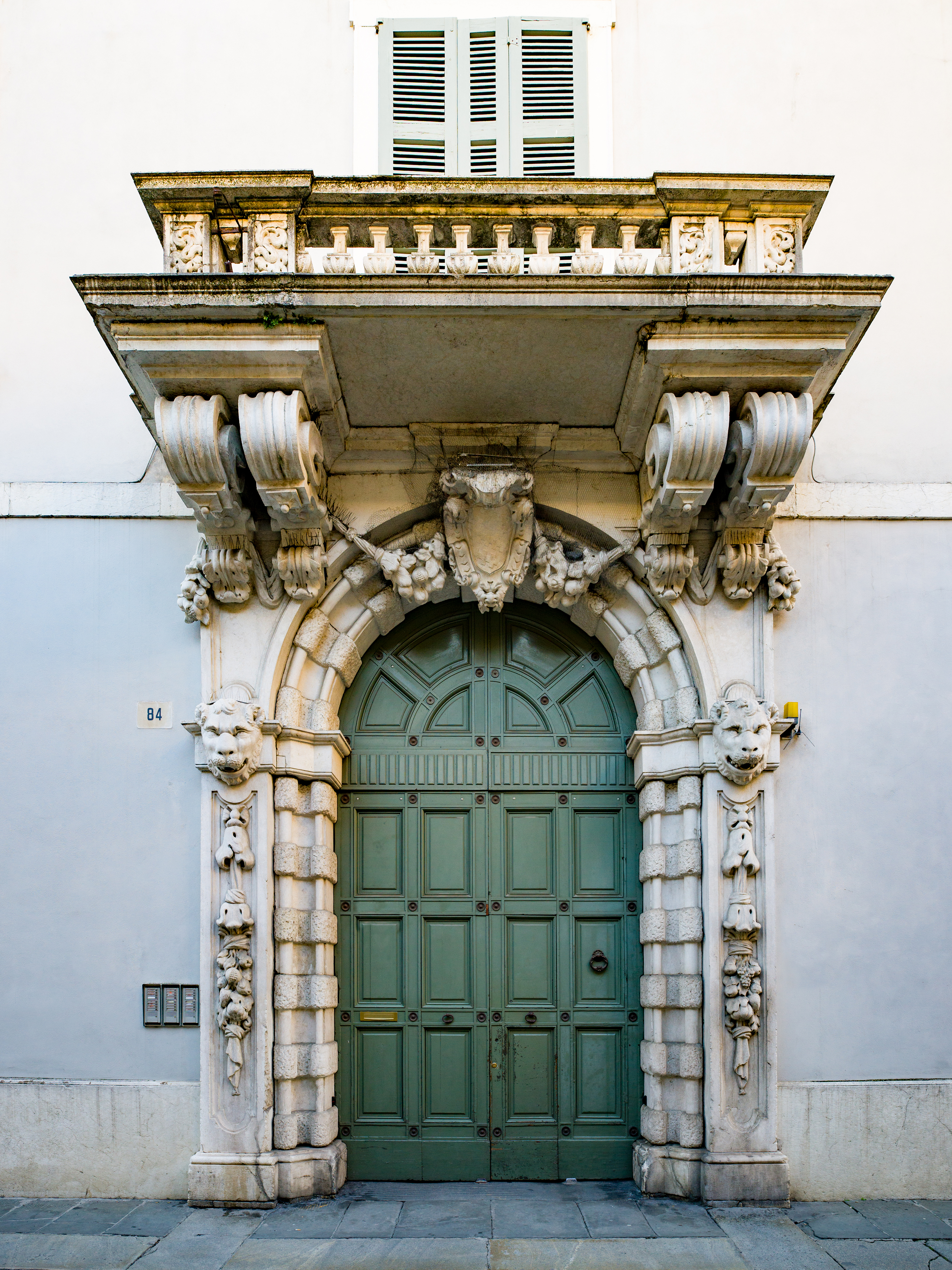
Portale d'ingresso di Palazzo Avogadro, poi Bettoni-Cazzago a Brescia, in Via Moretto.

Molti esponenti della famiglia Avogadro sono rappresentati dalle più importanti personalità artistiche del rinascimento bresciano, tra questi possiamo ricordare: 
- Ritratto di Girolamo Avogadro del Moretto da Brescia; "il Cavaliere in Rosa",
- Ritratto di Lucia Albani Avogadro e  Gentiluomo della famiglia Avogadro di Giovan Battista Moroni
- Gentiluomo di famiglia Avogadro di Lorenzo Lotto.[8]

## Possedimenti
Sotto il dominio veneto la famiglia grazie al suo appoggio alla repubblica godette di numerosi vantaggi, tra cui le concessioni sui territori di:
- Polaveno
- Lumezzane
- Cemmo
- Mù
- Pisogne

### Dimore e palazzi
- Palazzo Avogadro in corso S. Agata a Brescia, al suo interno, presenta un salone affrescato nel ‘500 da Lattanzio Gambara con soggetti mitologici;
- Torre Avogadro a Lumezzane;
- Tenuta Cacciabella ad Asola.[10]

## Toponimi
Nella città di Venezia è presente il "Ponte Avogadro" che portava direttamente nel palazzo di famiglia, nel Sestiere di San Polo.
Nel Comune di Lumezzane, feudo della famiglia, è ancora presente la Torre Avogadro al cui fianco era stato costruito un edificio chiamato "Fenaroli" in onore al matrimonio che aveva portato il feudo ai Fenaroli Avogadro.